# Maria Amalia av Sachsen

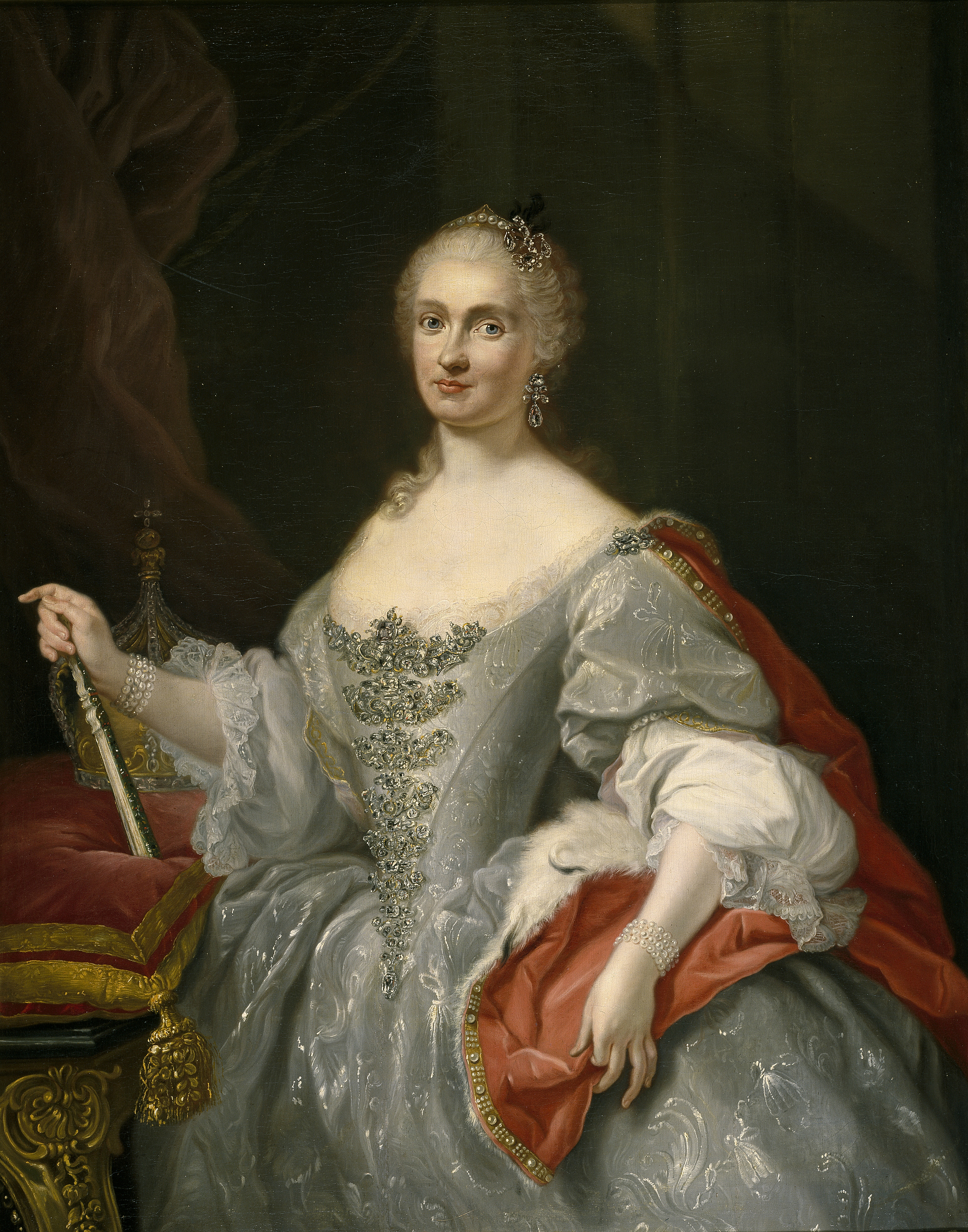
Maria Amalia av Sachsen

Maria Amalia av Sachsen, född 24 november 1724 Dresden, död 27 september 1760, drottning först av Neapel och Sicilien, och senare även drottning av Spanien, gift med kung Karl III av Spanien, tidigare kung av Neapel och Sicilien. Hon var politiskt aktiv och deltog i regerandet av både Neapel och Spanien. 

## Uppväxt
Maria Amalia var tredje dotter till kurfursten August III av Sachsen, kung av Polen, och Maria Josefa av Österrike. Hon tillbringade sin barndom vid hovet i Dresden och (från 1733) Warszawa och utbildades i franska, dans, målning och hållning. Maria Amalia valdes ut som brud till Neapels kung Karl av dennes mor, Spaniens drottning Elisabet Farnese, sedan Elisabet misslyckats med att få honom gift med Maria Anna av Österrike, och tackat nej till att gifta bort honom med Louise Elisabeth av Frankrike. 
En påvlig dispens för släktskap tilldelades den 1 december 1737, och ett bröllop genom fullmakt ingicks i Dresden den 8 maj 1738 före avresan mot Neapel. Den 4 juli 1738 gjorde hon sitt intåg i Neapel under vad som beskrevs som allmän eufori.

## Drottning av Neapel
Maria Amalia beskrivs som vacker och som en skicklig ryttare. Hennes relation till Karl beskrivs som lycklig: det uppmärksammades att han tycktes vara mycket nöjd vid hennes ankomst, och paret deltog ofta i jakter tillsammans. Genom sin goda relation till Karl fick hon också inflytande på politiken. Maria Amalia kunde med sitt inflytande avsätta flera politiker från sina poster: J.M. de Benavides y Aragón, conte di Santisteban, e a Y.Y. de Montealegre, marchese di Salas, och premiärminister G. Fogliani Sforza d’Aragona, marchese di Pellegrino. Hon innehade också en formell maktposition, eftersom hon efter födseln av sin första son år 1747 fick en plats i statsrådet. 
Hon motarbetade det spanska inflytandet i Neapels politik, och övertalade Karl att under österrikiska tronföljdskriget den 19 augusti 1742 förklara Neapel neutralt. Detta gick mot Spaniens vilja och fick Storbritannien att hota med att bomba Neapel. Neapel trädde dock in i kriget 1744. Maria Amalia favoriserade sedan England framför Frankrike och Österrike. Hon var också omtalad för sina gunstlingar, Anna Francesca Pinelli, prinsessan av Belmonte, och Zenobia Revertera, hertiginna av Castropignano, vars råd hon ska ha påverkats av. Hon favoriserade 1754 upphöjandet av B. Tanucci till utrikesministeriet. 
Amalia beskrivs som kulturellt intresserad. Hon lät grunda en porslinsfabrik i Neapel (Capodimonte) och var involverad i byggandet av det kungliga palatset i Caserta. Hon var också en ivrig användare av tobak i olika former.

## Drottning av Spanien
I oktober 1759 blev maken kung av Spanien, och paret lämnade Italien med en del av sina barn: sonen Karl (Karl IV) blev då arvtagare till Spanien, medan sonen Ferdinand blev kung av Neapel. Maria Amalia bedömde att Spanien var misskött och skyllde i viss mån detta på sin svärmor, Spaniens änkedrottning Elisabet Farnese, som därför fick lämna spanska hovet. 
Hon trivdes inte i Spanien och klagade på maten, språket (som hon inte ville lära sig), klimatet, spanjorerna, som hon ansåg passiviserade, och hovdamerna, som hon såg som obildade och okunniga. Det sägs att det enda spanska hon imponerats av var Escorial. Maria Amalia förberedde reformer i styret av Spanien, men beskrivs under denna tid som deprimerad och hysterisk. 
Amalia dog i tuberkulos efter ett år som spansk drottning. Maken sade då: "Efter 22 år av äktenskap är detta den första gången Amalia gjort mig missnöjd".

## Barn
1. Maria Isabel Antonieta de Padua Francisca Januaria Francisca de Paula Juana Nepomucena Josefina Onesifora, infanta av Spanien (1740-1742)
2. Maria Josefa Antonieta, infanta av Spanien (f. och d. 1742)
3. Maria Isabel, infanta av Spanien (1743-1749)
4. Maria Josefa Carmela, infanta av Spanien (1744-1801)
5. Maria Ludovika av Spanien (1745-1792); gift 1765 med Leopold II (tysk-romersk kejsare) (1747-1792)
6. Felipe Antonio Januario Pascual Fernando de Paula, infant av Spanien, hertig di Calabria, utesluten från tronföljden p.g.a. imbecillitet (1747-1777)
7. Karl IV av Spanien , Carlos Antonio Pascual Francisco Javier Juan Nepomuceno José Januario Serafin Diego, (1748-1819) , gift med Maria Luisa av Parma (1751-1819)
8. Maria Teresa Antonieta Francisca Javier Francisca de Paula Serafina, infanta av Spanien (1749-1750)
9. Maria Ana, infanta av Spanien (1754-1755)
10. Ferdinand I av Bägge Sicilierna Ferdinando Antonio Pascual Juan Nepomuceno Serafin Januario Benito (1751-1825)
11. Gabriel Antonio Francisco Javier Juan Nepomuceno José Serafin Pascual Salvador, infant av Spanien (1752-1788) , gift med Maria Ana av Portugal (1768-1788)
12. Antonio Pascual Francisco Javier Juan Nepomuceno Aniello Raimundo Sylvestre, infant av Spanien (1755-1817); gift med sin brorsdotter Amelia, infanta av Spanien (1779-1798)
13. Francisco Javier Antonio Pascual Bernardo Francisco de Paula Juan Nepomuceno Aniello Julian , infant av Spanien (1757-1771)